# Рейнджерс (футбольный клуб, Талька)
«Ре́йнджерс» (исп. Club Social de Deportes Rangers) — чилийский футбольный клуб из города Талька.

## История

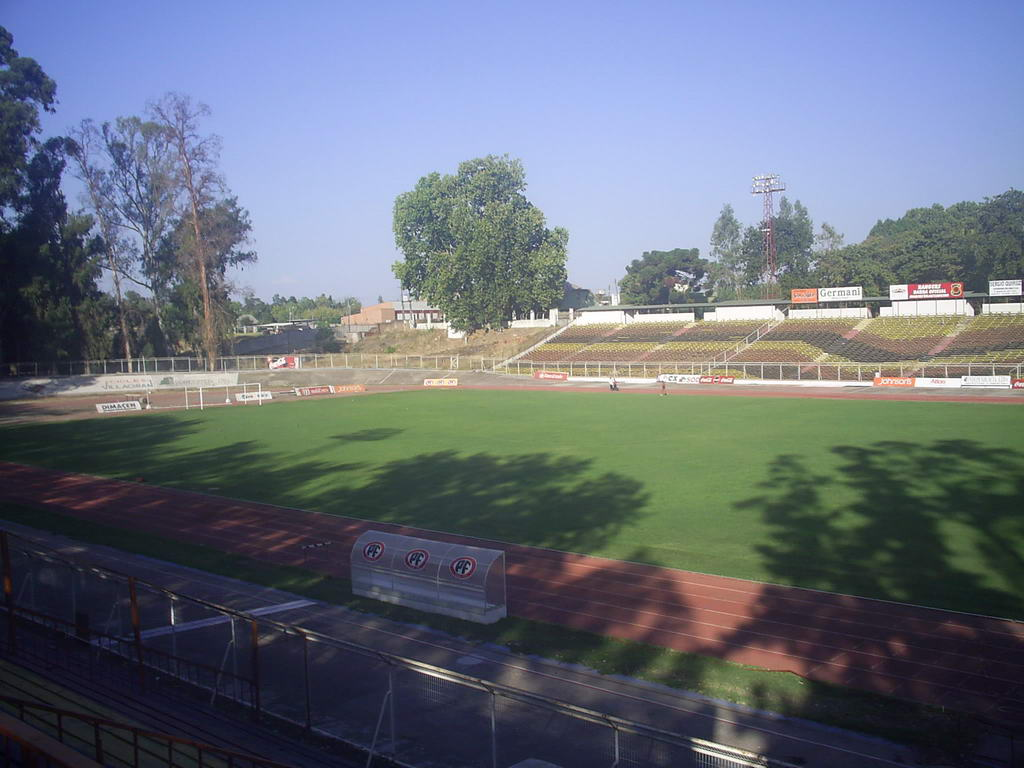
Стадион Фискал

Команда была основана 2 ноября 1902 года, своё название клуб получил от одного из своих основателей, шотландца по происхождению Хуана Гринстрита. В «Примере» клуб дебютировал в 1953 году, и выступал в ней без вылета в низший дивизион на протяжении 24 сезонов.
В 1969 году «Рейнджерс» стал вице-чемпионом Чили, этот успех позволил ему на следующий год выступить в розыгрыше Кубка Либертадорес, но на первом групповом этапе из 10 матчей «Рейнджерс» победил лишь в одном и ещё один свёл вничью, и заняв последнее место в группе вылетел из турнира. Начиная с конца 70-х годов 20-го века клуб превратился в «команду-лифт», 8 раз вылетая и вновь возвращаясь в «Примеру». Несмотря на это, у клуба случались и успехи, в 1996 году он дошёл до финала кубка Чили, а в 2002 году стал вторым в Апертуре.
В настоящий момент выступает в чилийской Примере B, втором дивизионе чемпионата страны.
Домашние матчи клуб проводит на стадионе «Фискаль», вмещающем 17 000 зрителей.

## Достижения
- Вице-чемпион Чили (2): 1969, Ап. 2002
- Финалист Кубка Чили (1): 1996

## Сезоны по дивизионам
- Примера (46): 1953—1976, 1978, 1982—1987, 1989, 1994, 1998—1999, 2001—2006, 2008—2009, 2012—2014
- Примера B (25): 1952, 1977, 1979—1981, 1988, 1990—1993, 1995—1997, 2000, 2007, 2010—2011, с 2014

## Участие в южноамериканских кубках
- Кубок Либертадорес (1):
  - Первый раунд — 1970